# Theater des Westens
Le Theater des Westens (littéralement « théâtre de l'Ouest ») est un théâtre berlinois consacré principalement à l'opérette et à la comédie musicale. Érigé entre 1895 et 1896, il est situé dans le quartier de Charlottenburg.

## Historique

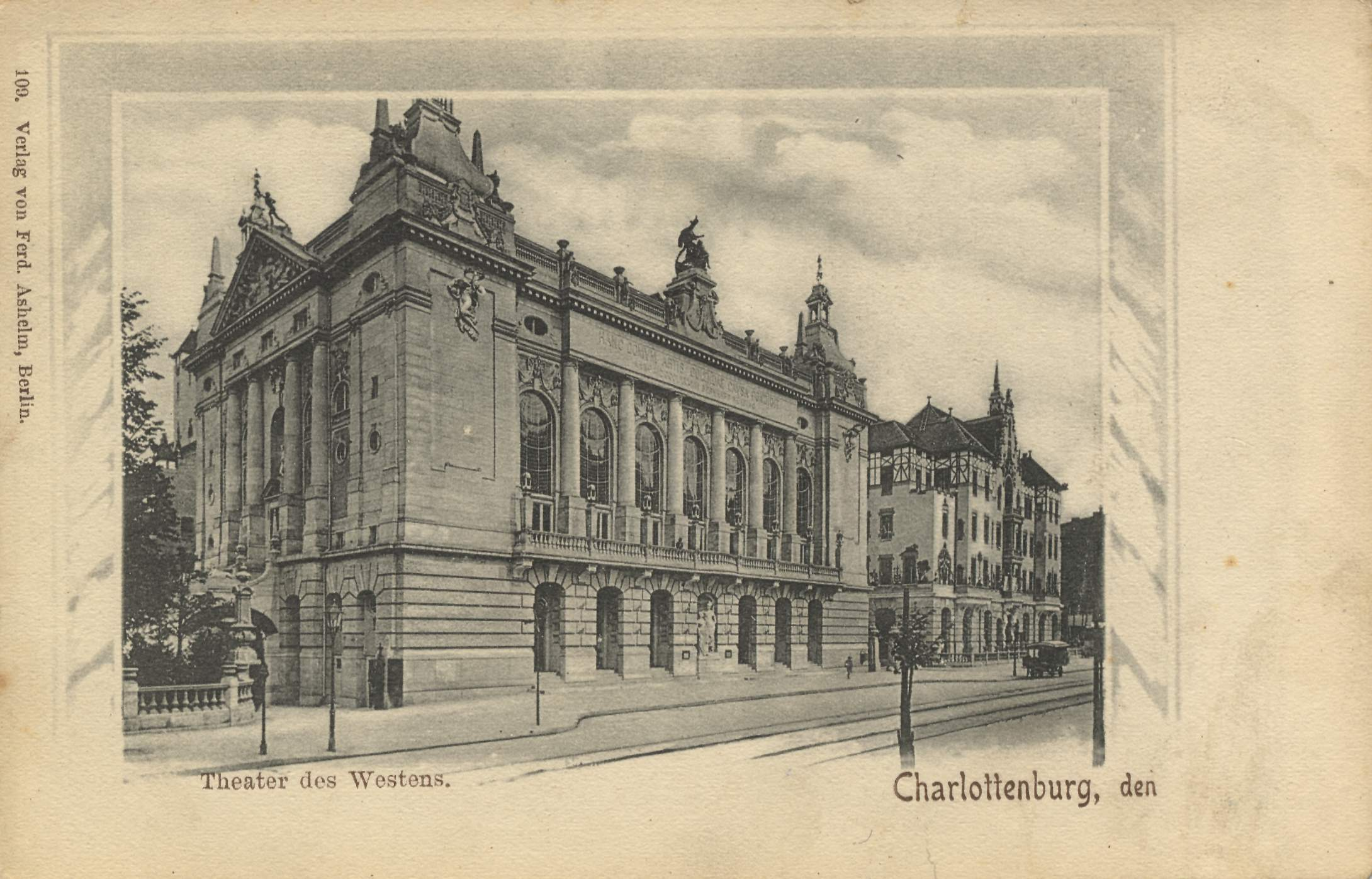
Carte postale, vers 1900.

Le bâtiment fut construit dans les années 1895-96 en style du historicisme de l'époque wilhelminienne rappelant la conception de l'opéra Garnier à Paris, orné des sculptures de Max Kruse et Gustav Eberlein. La première pierre a été posée le 4 septembre 1895 ; l'inauguration officielle du nouveau théâtre a eu lieu le 1er octobre 1896, avec la représentation du spectacle des Mille et Une Nuits mis en scène par Holger Drachmann. Le projet, toutefois, n'a pas rencontré le succès escompté et la compagnie théâtrale se concentra sur la représentation d'opéras puis, à partir de 1908, des opérettes.
Pendant les années 1920 (Goldene Zwanziger), le théâtre peut rivaliser avec les grandes salles de spectacle à Berlin, comme l'Admiralspalast ou le Großes Schauspielhaus. La compagnie de danse de Mary Wigman et d'Anna Pavlova, ainsi que d'autres artistes applaudis s'y produisirent en tournées. Outre les opérettes traditionnels, telles que Die Fledermaus ou Alt-Heidelberg, il y a eu de nombreux productions modernes avec Fritzi Massary et Josephine Baker. Au sous-sol se trouvait à cette époque le Wilde Bühne, un cabaret fondé par Trude Hesterberg qui fut repris plus tard par Friedrich Hollaender.
En 1929, le Theater des Westens a été repris par la direction du Metropol-Theater et rouvert avec la représentation de l'opérette Friederike de Franz Lehár ; les premiers rôles sont tenus par Käthe Dorsch et Richard Tauber. Le théâtres organise avec succès les représentations suivantes de Das Land des Lächelns et Paganini. En 1931, l'actrice Mistinguett y lance une revue avec grand succès. 
Après la « prise de pouvoir » (Machtergreifung) des Nazis en 1933, le théâtre reste encore un lieu de la muse légère faisant partie intégrante de la vaste organisation de loisirs Kraft durch Freude contrôlée par l'État. Renommé Volksoper, le répertoire s'étend des œuvres d'Albert Lortzing jusqu'à l'opéra Fidelio. L'édifice a été endommagé par le bombardement de Berlin pendant la Seconde Guerre mondiale.
Immédiatement après la guerre, la compagnie de l'Opéra allemand de Berlin, dont le bâtiment a été complètement détruit, s'installa au Theater des Westens pour ses représentations sous la direction de Michael Bohnen, avant la reconstruction de l'opéra inauguré en 1961. Ensuite, le théâtre est à nouveau consacré à l'opérette et à la comédie musicale. En 25 octobre 1961, il y a eu la première de My Fair Lady, musique de Frederick Loewe, en langue allemande. Dans les années 1980, les adaptations de pièces comme Guys and Dolls, La Cage aux folles ou Porgy and Bess ont remporté de grands succès.